# Емвей-центр
Емвей-центр (англ. Amway Center) — спортивно-розважальний комплекс у місті Орландо (штат Флорида, США), права на назву якого належать компанії Amway. Призначений для проведення змагань з різних видів спорту (баскетбол, хокей з шайбою, лакрос). Окрім цього комплекс має можливість проводити такі заходи як: льодові шоу, родео, конвенти, циркові виступи, музичні концерти та ін. Є домашньою ареною для команд «Орландо Меджик» з Національної баскетбольної асоціації, «Орландо Предаторс» з Футбольна ліга Арена та «Орландо Солар Берз» з ECHL. Власником стадіону є муніципалітет міста Орландо (права на назву належать компанії Емвей). Будівництво арени стало частиною проекту з оновлення ділового центру Орландо. Будівництво розпочали 25 липня 2008 року, а відкриття відбулося 1 жовтня 2010 року. Ціна будівництва склала 480 млн доларів. 2012 року арена приймала матч всіх зірок НБА.

## Історія

### Історія створення
Незадовго до прийняття третього генерального плану розвитку Орландо, власник «Орландо Меджик» мільярдер Річард Девос і його зять Боб Вандер Вейд звернулися до керівництва міста з проханням про будівництво нової арени протягом найближчих десяти років. «Емвей-арена», де на той час проводили домашні ігри «Меджик», була побудована в 1989 році, незадовго до революції в будівництві спортивно-розважальних споруд. Попри те, що її проектували відповідно до тогочасних стандартів НБА, будівництво арени почалося незадовго до того, як VIP-ложі і клубні місця середнього рівня стали де-факто стандартом для споруд такого класу. Невелика кількість магазинів, барів і ресторанів також негативно впливала на доходи «Меджик». В підсумку, на початок 2000-х років «Емвей-арена» виявилася однією з найстаріших арен у НБА. Через це в 1990-х роках команда навіть вела переговори про можливий переїзд до Канзас-Сіті, Оклахоми-Сіті або Лас-Вегаса. 1996 року фірма Conventions Sports & Leisure провела дослідження щодо можливостей провести реконструкцію споруди. Згідно з дослідженням, навіть при реконструкції вартістю 75 млн доларів, майбутні доходи не покриють іпотечні платежі. Крім того, арену доведеться закрити на рік, через що «Меджик» доведеться шукати собі новий домашній майданчик, а місто втратить доходи від проведення концертів.
29 вересня 2006 року, після кількох років переговорів, мер Орландо Бадді Даєр, мер округу Орандж Річард Кротті й керівництво «Орландо Меджик» оголосили, що вони досягли угоди про будівництво нової арени в діловій частині Орландо на розі Черч-стріт і Хагі авеню. Вартість проекту склала 480 млн доларів: 380 млн доларів — вартість будівництва арени і 100 млн доларів — вартість землі та інфраструктури. Це будівництво повинно було стати частиною 1,05 мільярдного проекту з оновлення Орландо Центроплекса. Крім нової арени мав бути побудований центр виконавських мистецтв вартістю 375 млн і проведено розширення стадіону «Сітрус Боул», вартість реконструкції якого оцінювали в 175 млн доларів. Пізніше через спад економіки реконструкцію відклали до 2020 року. Цей проект назвали «Потрійною короною даунтауна» (англ. Triple Crown for Downtown).
Оскільки компанія Amway була титульним спонсором «Емвей-арени», то вона отримала першочергове право стати титульним спонсором нової споруди і, скориставшись цим правом, 3 серпня 2009 року уклала 10-річний контракт на суму 40 млн доларів про купівлю права на назву, давши їй ім'я «Емвей-центр».

### Фінансування

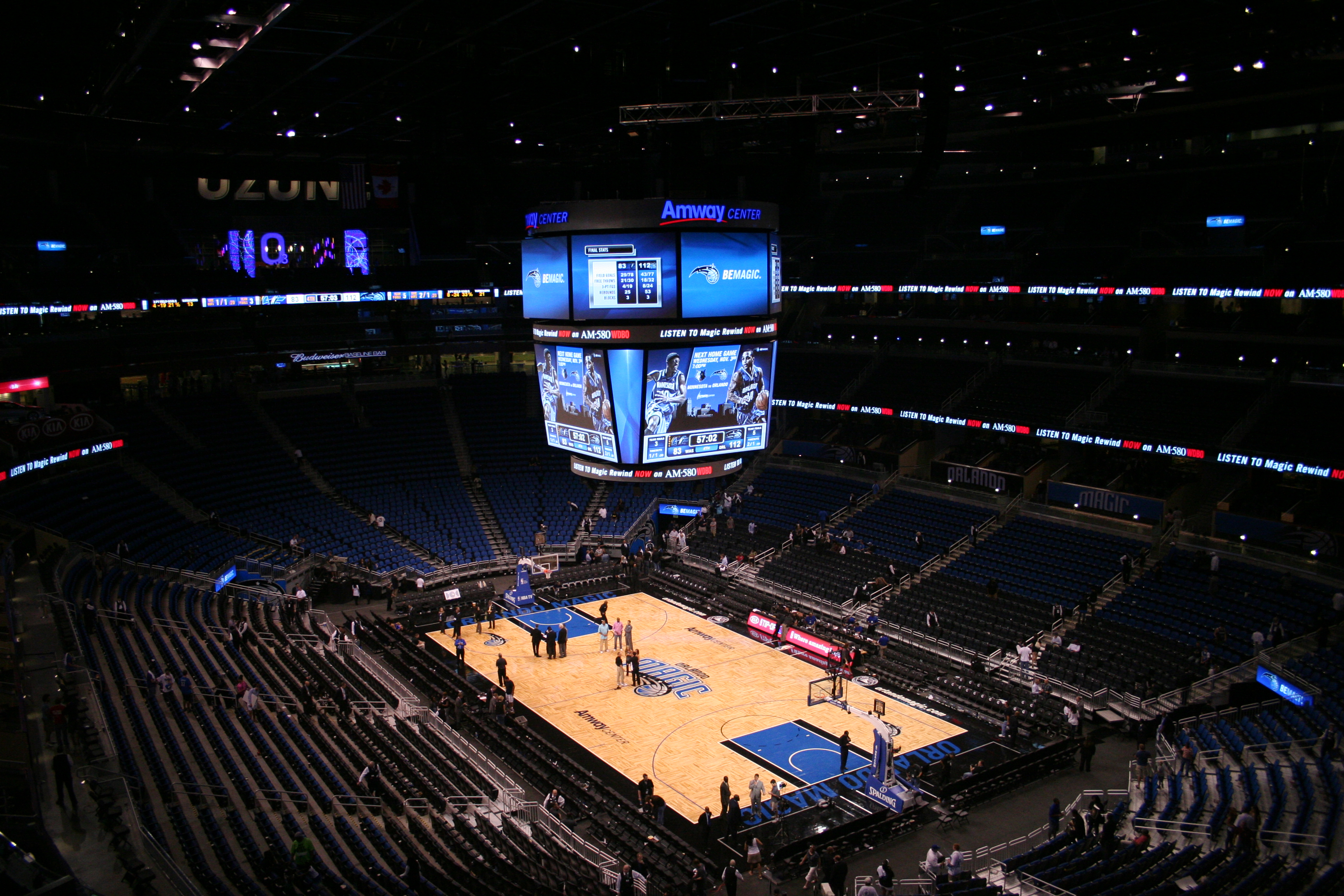
Арена після закінчення баскетбольного матчу

Остаточний варіант договору оголошено 22 грудня 2006 року. Згідно з ним місто Орландо стане власником нової арени, тоді як «Меджик» отримають контроль над плануванням і будівництвом споруди доти, поки вони будуть виконувати свої зобов'язання згідно з встановленими правилами і договорами. Додатково, місто буде отримувати частину грошей від продажу титульних прав і квитків на VIP-ложі. Приблизно цю суму оцінили в 1.75 млн доларів в перший рік роботи арени. «Меджик» отримуватимуть усі гроші від продажу квитків на свої ігри, а місто від продажу квитків на всі інші заходи. «Орландо Меджик» авансом заплатять 50 млн доларів готівкою, покриють можливі перевитрата коштів під час будівництва і щорічно сплачуватимуть 1 млн доларів орендної плати. Місто Орландо заплатить за оренду землі та інфраструктуру. Решта грошей буде виплачена облігаціями округу Орандж, які будуть погашатися грошима, отриманими з податку з розвитку туризму, який 2006 року збільшено на 6 %. «Меджик» стануть гарантами виплати 100 млн доларів за цими облігаціями.
22 травня 2007 року міська рада Орландо схвалила кілька угод, пов'язаних з будівництвом нової арени. Офіційно план будівництва схвалено 23 липня. Увечері 26 липня, після цілого дня громадських слухань, рада окружного фінансового управління округу Орандж остаточно схвалила план будівництва. 1 грудня 2007 року Місто і «Меджик» прийшли до угоди з трьома власниками землі, де планувалося побудувати арену, заплативши їм 8,5 млн доларів.

### Боргові проблеми
3 квітня 2010 року Fitch Rating Agency перевела облігації, використані для фінансування будівництва арени в розряд сміттєвих і попередила їх власників, що протягом найближчих 30 місяців «Емвей-центр» буде визнаний банкрутством, якщо його фінансовий стан не зміниться. Керівництво міста і округу Оріндж відразу ж поширило в ЗМІ інформацію, що це ніяк не вплине на терміни здачі арени і що необхідні кошти для завершення будівництва будуть знайдені. Однак зниження процентної ставки призведе до збільшення ціни будівництва «Емвей-центру» і місту буде складніше знайти кредиторів для здійснення наступних етапів плану будівництва 425 мільйонного Dr. Phillips Center і 175 млн реконструкції стадіону «Цитрус Боул».

### Будівництво та відкриття
3 серпня 2007 року названо генерального підрядника проекту. Ним стало архітектурне бюро Populous (колишнє HOK Sport), а компанії Smith Seckman Reid і Walter P Moore Engineers and Consultants його партнерами. У будівництві також взяли участь місцеві архітектурні бюро C. T. Hsu + Associates і Baker Barrios Architects. Частиною угоди з Populous була умова, що принаймні 18 % будівельних робіт будуть виконувати компанії, якими володіють національні меншини, а 6 % компанії, якими володіють жінки. Таким чином, у будівництві взяли участь: 61 компанія, якими володіють афро-американці, 51 — жінки, 36 — латиноамериканці, 20 — азіати і 2, якими володіють корінні американці. Загалом у будівництві взяли участь 2250 осіб.
Будівництво арени розпочалося 25 липня 2008 року. Будівництво розгорнулося на площі 35 500 м2. 3 серпня 2009 року арена отримала назву «Емвей-центр». 14 липня 2009 року розпочалося встановлення ферм, які виготовлялися в декількох милях від арени. 5 листопада 2009 року пройшла церемонія встановлення останньої сталевої балки споруди на якій було присутнє і керівництво міста. Компанія Alpha Manufacturing займалася виготовленням сталевих конструкцій башти, розташованої в північно-східному куті арени, а компанія C. T. Windows займалася виготовленням і установкою 48 скляних панелей розміром 305 на 305 см. Офіційне відкриття та церемонія перерізання стрічки відбулися 1 жовтня 2010 року. Того дня жителі міста були запрошені відвідати новий стадіон, де мер Орландо Бадді Даєр зачитав своє щорічне звернення. Наступного дня, 2 жовтня, в «Емвей-центрі» продовжився день відкритих дверей. Відвідувачам була надана можливість оглянути арену, їх пригощали безкоштовним попкорном і лимонадом.

## Параметри

### Архітектура

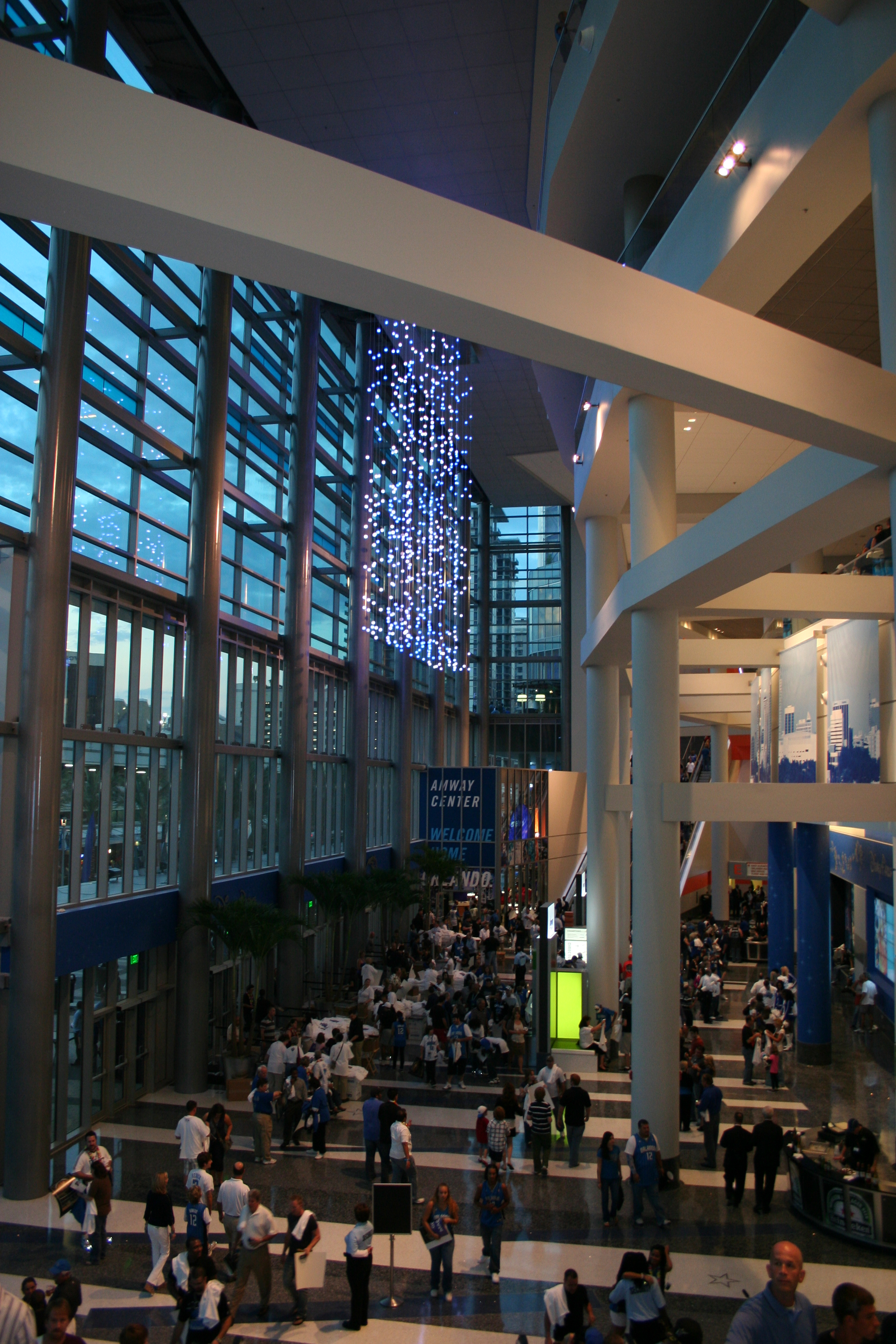
Головний вхід в «Емвей-центр»

На будівництво арени пішло 122 500 тонн цементу і більш як 4000 тонн сталі. Площа споруди становить понад 80 000 м2, що майже втричі більше, ніж площа «Емвей-арени». Екстер'єр будівлі виконаний з сучасного поєднання скла і металу, а вздовж одного фасаду розташований великий дисплей. У передній частині будівлі розміщується вежа зі шпилем, заввишки 60 м, яку добре помітно на міському горизонті. Кожна сторона будівлі має дизайн, схожий на прилеглу територію до нього. У дизайні будівлі використані елементи як горизонтальних, так і вертикальних поверхонь. Головний вхід, Disney atrium, виходить на Черч-стріт, яка в цьому місці переходить у Черч-стріт-плазу — пішохідну зону під час ігор, де можуть збиратися глядачі. У просторих вестибулях пропонуються розваги як для дорослих, так і для дітей. Каліфорнійський арт-куратор Sports and the Arts займався монтажем художньої колекції в «Емвей-центрі». Колекція являє собою понад 340 робіт, включаючи близько 200 високоякісних фотографій. 14 з 19 виставлених художників представляють центральну Флориду. У кутовий вежі розташований ресторан Grey Goose Lounge, який охочі можуть відвідати не лише під час ігор, але й в інші дні.
«Емвей-центр» є однією з технологічно найпередовіших спортивних споруд у світі. Всередині будівлі встановлена унікальна відеосистема, розроблена компанією Daktronics з Брукінгз, Південна Дакота, яка є найвищою серед усіх арен НБА (13 метрів заввишки). Система має високу роздільну здатність і використовує 6 мм пікселі. Складається з 18 дисплеїв, включаючи два кругових. У систему також входить 640 метрів стрічкових дисплеїв, найбільший з яких завдовжки 340 метрів, повністю охоплюючи арену. На дисплеях показуються як події гри в реальному часі, так і додаткова статистична інформація. З-зовні будівлі розташований великий дисплей, який складається з 5000 сегментів Daktronics ProPixel® LED, завдовжки метр кожен. Екран має розмір 14 на 16 метрів і встановлений таким чином, щоб його бачили автомобілісти, які проїжджають повз «Емвей-центр» трасою Interstate 4.
Арена поділяється на два яруси. Нижній ярус — рівень 100 (розділений на сектори від 101 до 118), а верхній — 200 рівень (сектору 301-232). Між двома ярусами розташовуються VIP-ложі і клубні місця. З двох боків арени розташовані VIP-ложі рівнів. Під час будівництва арени проектувальники відійшли від принципу, чим вище місця, тим менше вони комфортні. У «Емвей-центрі» сидіння на верхньому ярусі такі ж, як і на нижніх. Це ж стосується барів і ресторанів, які розташовані на всіх ярусах арени. Сидіння в новій арені на 10-30 % ширші, ніж на старому стадіоні.
Під дахом арени звисає прапор із закріпленим номером клубу — 6, присвяченим шостому гравцеві команди та вболівальникам, а також два прапори, присвячені чемпіонству «Меджик» у Східній конференції в сезонах 1994/95 і 2008/09.
Вартість квитків на ігри «Меджик» варіюється від 5 доларів на верхній ярус до 295 000 доларів за річну оренду VIP-ложі.

### Порівняння з «Емвей-ареною»
«Емвей-центр» має велику кількість VIP-лож і клубних місць середньої цінової категорії, розташованих між нижнім і верхнім ярусами. Таке розташування прямо протилежне розташуванню їх в «Емвей-арені», де вони були підвішені до стелі і перебували над звичайними місцями. Підлога «Емвей-центру» була розроблена спеціально, щоб була можливість приймати ігри американського футболу в закритих приміщеннях. Розташування секцій з сидіннями також спроектоване таким чином, щоб вони утворювали правильний прямокутник, що раніше неможливо було зробити під час ігор «Предаторс».
| Емвей-центр | Емвей-арена |                             |
| --- | --- | --------------------------- |
| Місткість: Хокей/американський футбол в приміщенні Баскетбол НБА Баскетбол NCAA Концерти зі сценою в кінці майданчика Концерти зі сценою посередині | 17 200 18 500 20 000 16 000 19 000 | 15 948 17 282 12 592 18 039 |
| Площа в квадратних метрах | 81 290 | 34 100                      |
| VIP-ложі | 38 Founders Suites 30 Presidents Suites 70 Loge Boxes 2 Legends Suites 14 MVP Tables 4 Suites Silver 4 IOA Suites Hardwood 2 All-Star Decks 1 AirTran Flight Deck 3 Hospitality Club Rooms | 26 Скайбоксів               |
| Клубні місця | 1428 | 0                           |
| Вестибулі | 4 | 1                           |
| Туалети | 18 чоловічих 19 жіночих | 4 чоловічих 4 жіночих       |
| Магазини | 3 | 0 (4 стенди)                |
| Торговельні лотки | 1:150 глядачів | 1:215 глядачів              |

### Захист навколишнього середовища
7 квітня 2011 року Рада з архітектури і будівництва екологічно чистих будівель у США (англ. US Green Building Council) присудила арені рейтинг «LEED Gold». Це стало можливим після проведення низки модифікацій та заходів щодо захисту навколишнього середовища. Серед них:
- зменшення споживання води, завдяки встановленню сучасного обладнання;
- використання в будівництві понад 8000 тонн будівельного сміття зі звалища;
- збір зливових вод з даху та зберігання їх у спеціальних цистернах з подальшим використанням при іригації;
- під час будівництва використано понад 20 % перероблених матеріалів, а також 30 % будівельних матеріалів були вироблені недалеко від місця будівництва;
- будівництво арени проведено в місці наявної міської забудови, замість того, щоб розчищати нові землі, будувати нові дороги та іншу інфраструктуру[27].

### Розташування
«Емвей-центр» розташований у діловому районі Орландо поруч з магістраллю Interstate 4. Поруч з ним проходять Черч-стріт, Хагі авеню, Саут-стріт і Дивізіон авеню. Головний вхід виходить на Черч-стріт. Неподалік від арени розташовані численні ресторани, бари і клуби. Під час ігор, рух по Черч-стріт перекривається. Поряд з ареною розташовані дві парковки, місткістю 7400 паркомісць. Одна з парковок, Geico гараж, з'єднана з ареною спеціальним переходом. Місця на них замовляються заздалегідь і їхня вартість становить 20 доларів. На найвищому, восьмому поверсі, гаража Geico розташований вертодром. Поряд з ареною планують відкрити станцію міської залізниці SunRail. Будівництво арени сильно вплинуло на розвиток прилеглих територій. За шість місяців після відкриття «Емвей-центру» поруч з ним відкрилося понад 20 комерційних закладів.

## Орендарі
Основним орендарем «Емвей-центру» є команда «Орландо Меджик» з НБА. 22 серпня 2010 року команда «Орландо Предаторс» з AFL уклала п'ятирічний контракт з ареною, згідно з яким клуб буде щорічно виплачувати по 280 000 доларів за право проведення домашніх ігор в «Емвей-центрі». У жовтні 2011 року місто, керівництво арени і «Предаторс» переглянули умови контракту, зменшивши орендну плату до 106 000 за 9 матчів (один сезон), виділивши 300 паркомісць на кожну гру, а також змінили розподіл коштів від реклами і продажу. Різницю в орендній платі буде виплачувати міський бюджет. Такий хід міської влади пояснюється бажанням міста посилити команду, яка буде залучати більше людей в ділову частину міста, що сприятливо позначиться на економіці.
1 листопада 2011 року керівництво ECHL оголосило про створення нової хокейної команди в Орландо — «Орландо Солар Берз», яка почне виступати з сезону 2012/13. Власники «Солар Берс» уклали з керівництвом арени трирічний договір, відповідно до якого зобов'язуються проводити щонайменше 36 ігор на рік, виплачуючи по 22 000 доларів за гру в перший рік і за 25 000 другий і третій. Додатково клуб буде виплачувати по 10 000 за кожну гру, якщо буде використовуватися верхній ярус арени.

## Заходи
Першим заходом на новій арені повинен був стати концерт гурту Eagles, проте через хворобу одного з членів колективу, Дона Генлі, виступ було перенесено на 26 жовтня. Тому першим заходом став концерт Вісенте Фернандеса, який пройшов 8 жовтня. Свою першу гру в новій арені «Орландо Меджик» зіграли 10 жовтня проти «Нью-Орлеан Горнетс». У цій грі «Меджик» перемогли з рекордним у своїй історії розривом у 54 очки. Першу офіційну гру сезону 2010/11 команда з Орландо провела 28 жовтня проти «Вашингтон Візардс». Під час першого сезону середня відвідуваність домашніх ігор становила 18 972 особи, а загалом за рік матчі «Меджик» наживо прийшло подивитися 777 852 особи, що стало 9 показником в лізі. У наступному сезоні середня відвідуваність практично не змінилася, але у зв'язку з локаутом сезон був скорочений і в Орландо пройшло лише 33 матчі. 26 лютого 2012 року в «Емвей-центрі» пройшов зоряний вікенд НБА. На головну подію заходу, Матч всіх зірок НБА, прийшло подивитися 17 125 осіб.
На арені з концертами виступали Леді Гага, Брітні Спірс, Red Hot Chili Peppers, Sade, Рікі Мартін, Bon Jovi, Ашер, Nickelback та багато інших. У «Емвей-центрі» проходили шоу WWE Raw і SmackDown.

## Премії та нагороди
- «Honor Award» від Орландського відділення Американського інституту архітектури (2011)[44]
- «Архітектурне бюро року» — Baker Barrios Architects від Орландського відділення Американського інституту архітектури (2011)[45]
- Merit Awards в категорії «Economic and Business Development» (2011)[46]
- Найкраща арена НБА на думку ESPN (2011)[47]
- Номінація на Pollstar Awards в категорії «Best New Major Concert Venue»[48]
- Sports Business Awards в категорії «Спортивна споруда» (2012)[49]